# Thomas L. Thompson
Thomas L. Thompson (Detroit, 7 gennaio 1939) è un teologo e studioso biblico statunitense, associato col movimento noto come Scuola di Copenaghen.
È stato professore di Teologia nell'Università di Copenaghen dal 1993 al 2009. Vive in Danimarca ed è ora un cittadino danese.

## Antefatti
Thompson ha conseguito un B.A. nella Duquesne University, Pittsburgh (Pennsylvania), USA, nel 1962 e il Ph.D. alla Temple University, Filadelfia (Pennsylvania) nel 1976.

## Carriera
Thompson ha occupato la posizione di assistente universitario (Instructor) di Teologia nell'University of Dayton (1964–65), assistente professore di "Antico Testamento" nell'University of Detroit tra il 1967 e il 1969), ricercatore associato al Tübingen Atlas of the Near East dal 1969 al 1976, visiting professor all'École Biblique (1985–86), visiting associate professor alla Lawrence University (1988–89) e professore associato nella Marquette University (1989–93), prima di diventare professore ordinario di Teologia presso la Università di Copenaghen dal 1993 al 2009. È stato nominato componente del National Endowment for the Humanities nel 1988. È direttore generale della serie monografica Copenhagen International Seminar della Equinox Press e direttore associato dello Scandinavian Journal for the Old Testament, lavorando inoltre nel consiglio editoriale delle riviste Holy Land Studies e Dansk Teologisk Tidsskrift.

## La Scuola di Copenaghen di teologia
Il punto nodale dei lavori di Thompson è costituito dalle sue riflessioni sui rapporti tra Bibbia (l'Antico Testamento in particolare) e archeologia. Il suo The Historicity of the Patriarchal Narratives (1974), era una critica all'opinione allora dominante sulla pretesa che l'archeologia biblica avrebbe ormai dimostrato la storicità di figure quali Abramo e altri Patriarchi biblici.  Il suo The Early History of the Israelite People From the Written and Archaeological Sources (1993) sviluppava il tema secondo cui la storia biblica non era affidabile, e concludeva: "La realtà linguistica e letteraria della tradizione biblica è essenzialmente di carattere folcloristico. Il concetto di benei Israel ... è un riflesso di un'entità non socio-politica dello Stato storico d'Israele del periodo assiro..."  In The Bible in History: How Writers Create a Past (edito in USA col titolo The Mythic Past: Biblical Archaeology and the Myth of Israel), Thompson argomentava che a suo dire la Bibbia era interamente, o quasi interamente, un prodotto del periodo compreso tra il V secolo a.C. e il II secolo a.C. The Bible in History è ampiamente usato come libro di testo nei corsi iniziali di studi biblici.
Thompson è strettamente associato dai suoi detrattori al movimento definito Minimalismo biblico (altre importanti figure di esso includono Niels Peter Lemche, Keith Whitelam e Philip Davies), un gruppo abbastanza variegato di studiosi che sostengono comunque che la versione storica della Bibbia non sia avvalorata da alcuna evidenza archeologica finora venuta alla luce e che essa non possa essere garantita seriamente come storicamente credibile.
Il suo studio The Historicity of the Patriarchal Narratives e le critiche in esso espresse si dice avessero compromesso a tal punto la reputazione di Albright che essa "non poté mai più essere recuperata, ma la controversia che esso provocò con la conservatrice Accademia statunitense gli impedì di ottenere qualsiasi incarico universitario in un ateneo statunitense. I suoi ultimi lavori scientifici sono stati accolti nello stesso modo negli USA, mentre hanno avuto un'accoglienza ampiamente positiva in Europa.
Nel 1992 ha pubblicato The Early History of the Israelite People, e nel 1993 è entrato a far parte della Facoltà di Teologia dell'Università di Copenaghen come professore ordinario. Il resto del decennio è stato dominato da dure polemiche tra gli studiosi nordamericani, caratterizzati da un notevole grado di conservatorismo metodologico e scientifico (spesso definito Massimalismo biblico), ben esemplificato nello scontro del 2001 tra Iain Provan, Thompson e Philip R. Davies dell'University of Sheffield sul "Journal of Biblical Studies".

## Recenti controversie
Alcuni autori massimalisti hanno scritto che le recenti scoperte archeologiche appaiono minare le teorie di Thompson.  Una di queste scoperte sarebbe la Stele di Tel Dan. L'interpretazione di Thompson riguardo a questa stele (scoperta nel 1993) e altre scoperte ancora sono descritte nel suo libro The Mythic Past (1999) e in altri lavori.

## Libri
- The Historicity of the Patriarchal Narratives, Berlino, de Gruyter, 1974 (riedito in brossura: Harrisburg, Trinity Intl, 2002)
- The Bronze Age Settlement of the Sinai and the Negev, Wiesbaden, Dr. Reichert, 1975.
- The Bronze Age Settlement in Palestine, Wiesbaden, Dr. Reichert, 1979.
- The Origin Tradition of Ancient Israel, Sheffield, Sheffield Academic Press, 1987.
- Toponomie Palestinienne, Louvaine-la-Neuve, Peeters, 1988.
- The Early History of the Israelite People, Leiden, Brill, 1992, in arabo: Beirut, 1995.
- (con N. Hyldahl, a cura di) Dødehavsteksterne og Bibelen, Copenaghen, Museum Tusculanum, 1996
- (con F. Cryer, a cura di), Qumran Between the Old and New Testament, Sheffield, Sheffield Academic Press, 1998.
- The Bible in History: How Writers Create a Past, (Londra, Jonathan Cape, 1999) = The Mythic Past (New York, Basic Books, 1999), (in arabo: Damasco, Cadmus, 2000.
- Jerusalem in Ancient History and Tradition, Londra, 2003, (in arabo: Beirut, 2003).
- (con Z. Mouna et alii), What is New in Biblical Archaeology (in arabo: Damasco, Cadmus, 2004).
- (con H. Tronier, a cura di) Frelsens Biografisering, Copenaghen, Museum Tusculanum, 2004.
- (con M. Müller, a cura di) Historie og Konstruktion, Copenaghen, Museum Tusculanum, 2005.
- The Messiah Myth: The Near Eastern Roots of Jesus and David, New York, Basic Books, 2005; Londra, Jonathan Cape, 2006; in brossura: Londra, Pimlico, 2007, (in arabo: Damasco, 2007; in greco Atene, 2007).